# 윌 휘턴
윌 휘턴(Wil Wheaton, 1972년 7월 29일 ~ )은 미국의 배우, 작가이다.

## 출연 작품

### 영화
- 그리운 나의 집 (1981, A Long Way Home)
- Hambone and Hillie (1984)
- The Buddy System (1984)
- The Defiant Ones (1986)
- 스탠 바이 미 (1986)
- 지구에 떨어진 사나이 (1987, The Man Who Fell to Earth)
- 저주 (1987, The Curse)
- 결혼의 조건 (1988)
- 정열의 여인 (1991, The Last Prostitute)
- 캠퍼스 군단 (1991)
- December (1991)
- 서브젝트 솔저 (1995, Mr. Stitch)
- 새들이 그린 세상 (1996, Pie in the Sky)
- 트레키즈 (1997, Trekkies) - 다큐멘터리
- 플러버 (1997)
- 파이톤 (2000)
- 딥 코아 (2000, Deep Core)
- 네메시스 (2002)
- Americanizing Shelley (2007)
- 스타 트렉: 더 비기닝 (2009)

### 애니메이션 영화
- 마우스 킹 (1982)

### 텔레비전
- 스타 트렉: 더 넥스트 제너레이션 (1987-94)
- 크리미널 마인드 (2008)
- 레버리지 (2009-11)
- 빅뱅 이론 (2009-19)
- 유레카 (2010-12)
- 스타트렉: 피카드 (2022)

### TV 애니메이션
- 틴 타이탄 (2003-05)
- 아바타: 아앙의 전설 (2006)
- 벤 10: 에일리언 포스 (2008-09)
- 벤 10: 얼티메이트 에일리언 (2010)
- 벤 10: 옴니버스 (2014)

### 오디오북
- 레디 플레이어 원 (2011)
- 마션 (2020)